# Exordium
Exordium è un EP del gruppo musicale olandese Symphonic metal After Forever, pubblicato nel 2003.

## Tracce
1. Line Of Thoughts (Instrumental) (Gommans) – 2:15
2. Beneath (Borgman/Gommans/Jansen/Maas/Van Gerven/Van Gils) – 4:54
3. My Choice (Borgman/Gommans/Jansen/Maas/Van Gerven/Van Gils) – 4:54
4. Glorifying Means (Borgman/Gommans/Jansen/Maas/Van Gerven/Van Gils) – 5:01
5. The Evil That Men Do (Iron Maiden Cover) - (Dickinson/Harris/Smith) – 4:52
6. One Day I'll Fly Away (Will Jennings/Joe Sample) – 4:43

## Exordium [Bonus DVD]
1. My Choice (Multimedia Track)
2. Making Of (My Choice) (Multimedia Track)
3. Studio Recordings (Multimedia Track)
4. Slide Show (Multimedia Track)
5. Artwork (Multimedia Track)

## Formazione
- Floor Jansen - voce
- Sander Gommans - chitarra
- Bas Maas - chitarra
- Luuk van Gerven - basso
- Lando van Gils - tastiere
- Andre Borgman - batteria